# إيما شينسون
إيما صوفيا بيربيتوا شينسون (بالسويدية: Emma Sofia Perpetua Schenson) (1827-1913) مصورة ورسّامة سويدية. كانت واحدة من أوائل المصورات المحترفات في السويد.  

## السيرة الشخصية

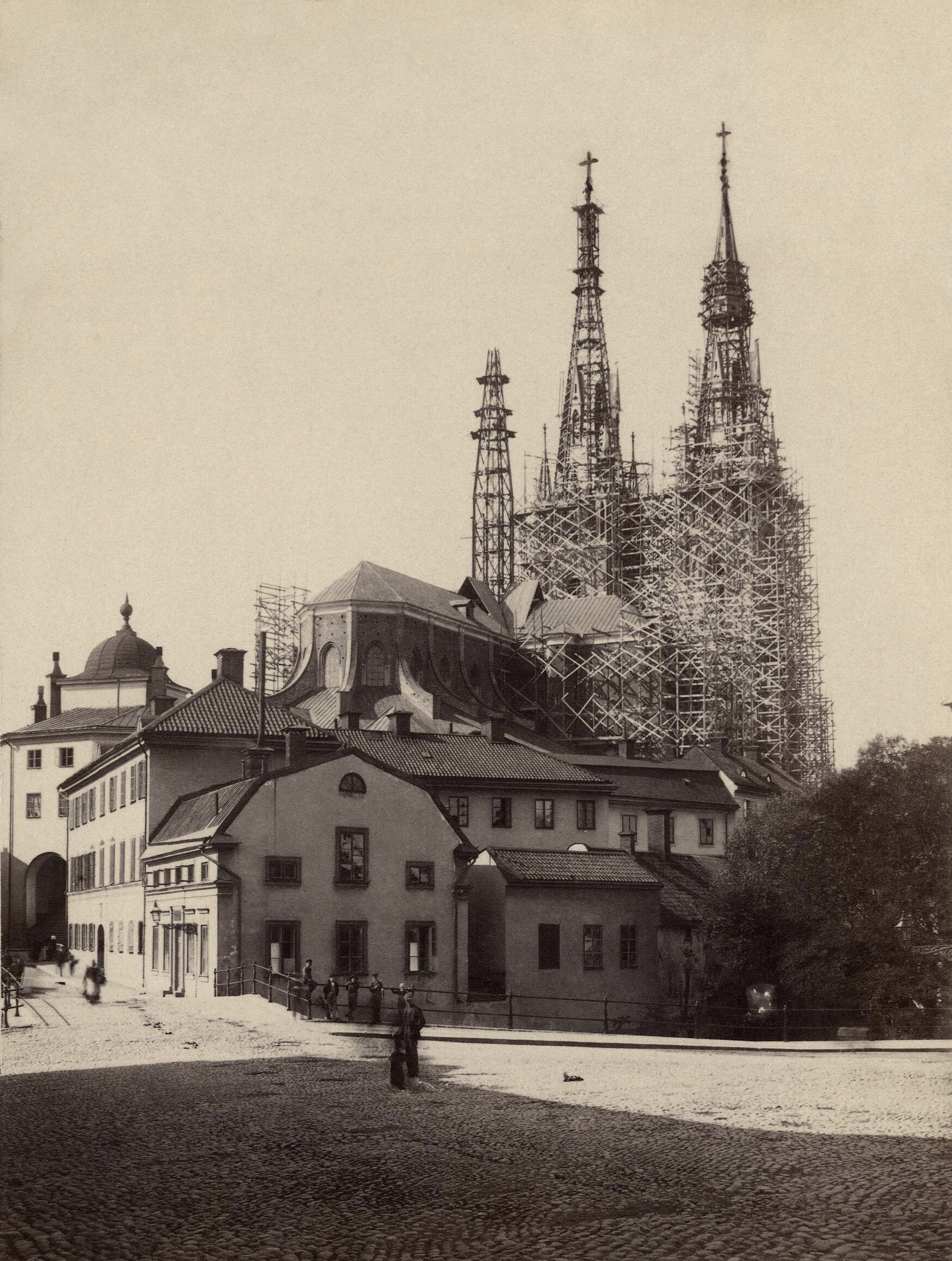
صورة لكاتدرائية أوبسالا ، 1889

وُلدت شينسون في أوبسالا في 21 سبتمبر 1827 ، وهي ابنة كل من أمين صندوق الأكاديمية جون شينسون ومديرة المدرسة ماريا ماجدالينا هاهر. لا توجد سجلات لتعليمها أو كيف أصبحت على دراية التصوير الفوتوغرافي. 
بحلول ستينيات القرن التاسع عشر، كانت قد افتتحت استوديوًا في أوبسالا، لتصبح واحدة من أوائل المصورين المحترفات في السويد وأول من أنشأ شركة في أوبسالا. بالإضافة إلى الصور الفوتوغرافية لكاتدرائية أوبسالا، أنتجت سلسلة من حوالي 20 مطبوعة ألبومية تكريما لعالم النبات السويدي كارل لينيوس (1707-1778).  في الثمانينيات والتسعينيات من القرن الماضي، أنتجت سلسلة أخرى مثالية تقنيًا من الكاتدرائية تُظهر تقدم ونتائج أعمال الترميم. لا تكشف الصور عن مهاراتها الفنية فحسب، بل تكشف أيضًا عن قدرتها على أختيار موضع الكاميرا للحصول على صور ممتازة معماريا.  على الرغم من اختفاء الصور السلبية، إلا أنه يمكن رؤية صورها للكاتدرائية قيد الإصلاح في ألبوم في مكتبة الجامعة. 
توفيت إيما شينسون في أوبسالا في 17 مارس 1913. يتم الاحتفاء كواحدة من أوائل المصورات المحترفات في السويد مع كل من روزالي سجومان ‏ في ستوكهولم وهيلدا شولين في مالمو وويلهيلمينا لاجرهولم في أوريبرو .  

## صالة عرض

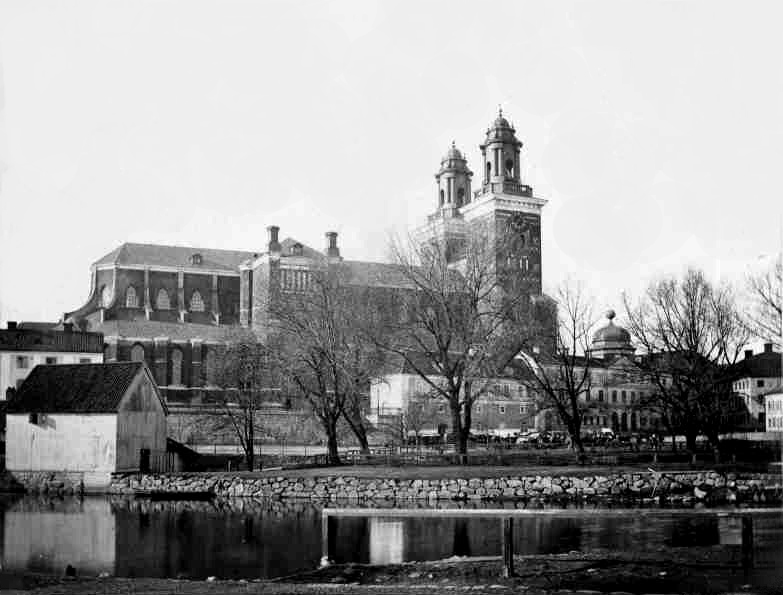
كاتدرائية أوبسالا ، 1860
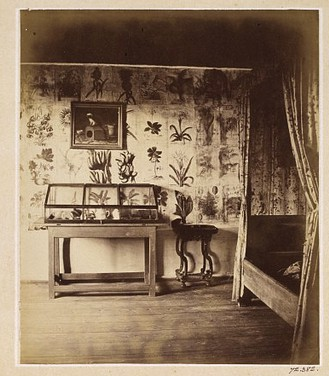
غرفة نوم لينيوس ، 1864
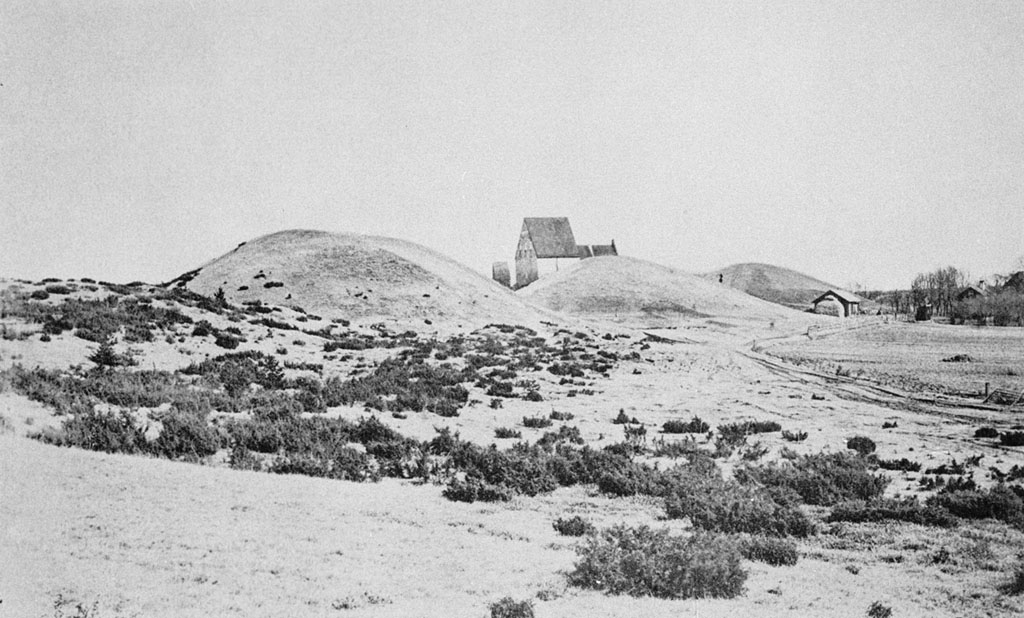
أبسالا ماوندز ، 1895